# Pemphidium nitidum
Pemphidium nitidum är en svampart som beskrevs av Mont. 1840. Pemphidium nitidum ingår i släktet Pemphidium, ordningen kolkärnsvampar, klassen Sordariomycetes, divisionen sporsäcksvampar och riket svampar.   Inga underarter finns listade i Catalogue of Life.